# Tara Haoa Range
Die Tara Haoa Range ist ein Gebirgszug in der Region Canterbury auf der Südinsel von Neuseeland.

## Geographie
Die Tara Haoa Range befindet sich am nordwestlichen Ende der Canterbury Plains zwischen der Harper Range und der Moorhouse Range im Norden und Nordosten, der Ben McLeod Range im Nordwesten, den High Claytons im Westen, der Four Peaks Range im Südwesten und den Canterbury Plains im Südosten. An seiner nördlichen bis südöstlichen Seite begleitet der Rangitata River den Gebirgszug. Der Hewson River und der Orari River fließen an der westlichen und südwestliche Seite der Tara Haoa Range vorbei.
Der rund 24 km lange und in Nordwest-Südost-Richtung verlaufende Gebirgszug, findet mit dem 1743 m hohen Mount Peel seinen höchsten Punkt.
Administrativ gehört die Moorhouse Range zum Timaru District.